# Comando Barcelona
El comando Barcelona, también conocido como comando Gaztelugatxe, fue un grupo de la organización terrorista Euskadi Ta Askatasuna (ETA) que estuvo operativo en Cataluña, España, desde 1986 hasta 2001, con varias desarticulaciones y reconfiguraciones de por medio. Era considerado uno de los más activos de la banda, responsable de atentados como los de Hipercor y Vich, con decenas de muertos. Fue desmantelado y reorganizado en diversas ocasiones. Asesinó también a varios políticos, como Ernest Lluch, ministro de Sanidad y Consumo en el primer Gobierno del socialista Felipe González, y a José Luis Ruiz Casado y Francisco Cano Consuegra, ediles del Partido Popular en localidades catalanas.

## Trayectoria
El comando, que a lo largo de su historia estaría integrado por diversos miembros, perpetró su primer atentado el 13 de septiembre de 1986, en Barcelona, al hacer estallar un coche bomba cuando pasaba por el lugar un autobús en el que viajaban varios guardiaciviles. Pocos días después, el 24 de septiembre, atentaron también en la avenida Meridiana de Barcelona con un coche bomba que provocó la muerte de un joven.
El 19 de junio de 1987, Josefa Ernaga, Domingo Troitiño y Rafael Caride, todos ellos integrantes del comando, cargaron un coche con doscientos kilogramos de explosivos y, después de que Troitiño lo aparcara, lo detonaron en un centro comercial de la empresa Hipercor ubicado en la avenida Meridiana de Barcelona. Fallecieron un total de veintiuna personas, quince el día del atentado y seis después, por las heridas. Ernaga y Troitiño fueron detenidos el 5 de septiembre de 1987. En ese momento, se les habían unido ya José Luis Gallastegui y Begoña Sagarzazu y entre todos preparaban más atentados. La Audiencia Nacional condenó a 794 años de cárcel a cada uno de los dos, a Troitiño y Ernaga, por el atentado de Hipercor. Unos días más tarde, y aunque la pena fuese ya inoperante, volvieron a ser condenados, esta vez a una pena que sumaba 168 años de cárcel, por el atentado con coche bomba en la avenida Meridiana que habían cometido en 1986. Caride sería detenido en Francia el 21 de febrero de 1993 y condenado a 790 años de prisión por el atentado.
Juan Carlos Monteagudo, que ya había colaborado con ETA antes y que había abandonado la banda terrorista Terra Lliure por su renuncia a la vía violenta, se encargó de reorganizar el comando tras la detención de Troitiño y del resto de miembros tras el atentado de Hipercor. Ya renovado, el comando perpetró, entre otros, dos grandes atentados: uno, el 8 de diciembre de 1990, con coche bomba contra un grupo de agentes del Cuerpo Nacional de Policía en Sabadell, y otro contra la casa cuartel de la Guardia Civil en Vich, el 29 de mayo de 1991. Entre los dos, hubo un total de dieciséis víctimas mortales. Juan José Zubieta Zubeldia, miembro también del comando Barcelona, aseguró tras ser detenido por la Guardia Civil que fue Monteagudo quien hizo detonar el coche bomba en Vich. Unos días antes del atentado de Sabadell, ETA había atentado con coche bomba contra el cuartel de la Guardia Civil en San Carlos de la Rápita, si bien no hubo víctimas mortales. Monteagudo habría sido el autor de este atentado. Un día después del atentado de Vich, Monteagudo y su número dos, Juan Félix Erezuma, se enzarzaron en un tiroteo con la Guardia Civil en la localidad de Llissá de Munt. Monteagudo murió en el momento, mientras que Erezuma, que por entonces era número dos, fallecería más tarde en el hospital a causa de las heridas. Según la documentación que se incautó a Monteagudo, Jordi Pujol, entonces presidente de la Generalidad de Cataluña, se contaba entre los objetivos del comando. El tercer miembro del comando, Juan José Zubieta Zubeldia, sí fue detenido, y sería condenado a más de mil años de prisión.
Habiendo transcurrido apenas dos años de la muerte de dos de los integrantes del comando y de su desarticulación, los terroristas Daniel Derguy y María Nagore Múgica, que hasta entonces habían conformado un comando itinerante, cometieron varios atentados en Barcelona, pero no establecieron allí un comando estable.
Fue Felipe San Epifanio, que había sido dirigente del partido político Herri Batasuna y ya había prestado apoyo a otros comandos, quien se puso al frente de un grupo que renovaría el comando Barcelona y que le daría cierta estabilidad. De hecho, llegó a ser jefe de un comando Barcelona ya estable con él, Dolores López Resino, Gregorio Vicario Setién y Rosario Ezquerra Pérez de Nanclares entre las filas. Tras la reestructuración que acometió la banda entre 1993 y 1994, el de Barcelona se mantenía, junto con dos asentados en el País Vasco y uno en Madrid, como uno de los cuatro activos que tenía la banda. Junto con Ezquerra Pérez de Nanclares perpetró el asesinato del coronel Leopoldo García Campo. La Audiencia Nacional lo condenaría en 1997 a 41 años de cárcel por ese asesinato. Ese mismo año, el comando atentó también contra el Gobierno Militar de Barcelona, al que arrojó varias granadas que provocaron la muerte de un civil y dejaron varios heridos.
San Epifanio fue detenido pocos días después de ese atentado contra el Gobierno Militar, el 29 de abril de 1994, y el resto de miembros huyó, por lo que el comando quedó desarticulado. Hasta su detención en 1995, también había sido miembro del comando Fernando Díez Torre, que antes lo había sido del comando Ekaitz. Con este, había asesinado al comandante Arturo Anguera Vallés, por lo que fue condenado a 82 años y tres meses de cárcel.
La Guardia Civil dio al traste en febrero de 1995 con los planes de Ezquerra Pérez de Nanclares de reconstruir el comando, desarticulado menos de un año antes. La detuvo a ella y también a otras doce personas que consideraba que le estaban prestando ayuda en la tarea.
El comando, no obstante, terminó por reconfigurarse bajo una nueva dirección, la de Fernando García Jodra. El 21 de septiembre de 2000, el comando asesinó de un tiro en la nuca a José Luis Ruiz Casado, concejal del Partido Popular en la localidad de San Adrián del Besós. El 21 de noviembre, el comando asesinó a Ernest Lluch, que había sido ministro de Sanidad y Consumo. Menos de un mes después, García Jodrá, después de varios días de seguimiento, colocó una bomba en el asiento del vehículo de Francisco Cano Consuegra, edil en Viladecavalls, también del Partido Popular. La bomba explotó y acabó con su vida. El 20 de diciembre de ese año 2000, Juan Miguel Gervilla Valladolid, agente de la Guardia Urbana de Barcelona, falleció por un coche bomba que el comando había colocado con el objetivo de atentar contra alguna autoridad. Tras la identificación de García Jodrá y los otros dos integrantes del comando, José Ignacio Cruchaga y Lierni Armendáriz, el comando se dio por desarticulado el 12 de enero de 2001. Entre los próximos objetivos del comando, estaban el periodista Luis del Olmo y la sede que Correos tiene en Barcelona. García Jodrá, que había huido en enero de 2001, cuando se había llevado a cabo la detención de Cruchaga y la de Armendáriz, intentó reconfigurar una vez más el comando, esta vez con la asistencia de Unai López de Ocáriz y Nerea Bengoa, pero la Guardia Civil desarticuló nuevamente, y por última vez, el comando. Contaban con explosivos y armas y habían configurado una lista con decenas de políticos que podían ser objetivo de la banda.

## Miembros
En sus diferentes fases, fueron varios los miembros de ETA que integraron el comando Barcelona. Entre ellos se cuentan los siguientes:
- Josefa Ernaga[2][41]
- Rafael Caride[2][42]
- Begoña Sagarzazu[2][11]
- Domingo Troitiño[2][43]
- José Luis Gallastegui[2][10]
- Juan Luis Aguirre Lete[2]
- Juan Carlos Monteagudo[2]
- Juan Félix Erezuma[2]
- Juan José Zubieta Zubeldia[16]
- Felipe San Epifanio[2]
- Rosario Ezquerra[2]
- Gregorio Vicario[2]
- Dolores López Reina[2]
- Fernando Díez Torre[30]
- José Ignacio Cruchaga Elezcano[44]
- Lierni Armendáriz González de Langarica[44]
- Fernando García Jodra[44]
- Laura Riera[45]